# CPC Gangbangs
CPC Gangbangs est un groupe de rock canadien, originaire de Montréal, au Québec. Le nom originel du groupe était simplement The Gangbangs. Le groupe se dissout en 2008.

## Biographie
Le groupe s'établit en 2001 sous le nom de The Gangbangs. Le nom du groupe proviendrait d'une anecdote tragique dont certains membres du groupe aurait été témoin. Un individu intoxiqué au PCP aurait commis un meurtre sous l'effet de la drogue et, dans l'intervalle entre le crime et son arrestation par les policiers, aurait scandé « CPC! » à plusieurs reprises sur la voie publique. Le groupe est à l'origine orienté punk rock dans la veine de Black Flag. Sous le nom de The Gangbangs, le groupe publie son premier 7", en 2002. Choyce et Colonel Lingus font aussi partie des Sexareenos.
Au début de 2003, le groupe se rebaptise CPC Gangbangs, et le guitariste et chanteur Paul Spence (ancien membre du groupe de punk rock Lyle Sheraton and the Daylight Lovers, et co-vedette du mockumentary FUBAR: The Movie), se joint au groupe. Peu après, le bassiste de Daylight Lovers, Roy Vucino, sous le nom de scène Choyce, se joint aussi au groupe, ce qui crée un changement stylistique. Spence et Choyce partagent l'écriture des morceaux et leur présence sur scène. Après une cure de désintoxication, Choyce revient avec une nouvelle santé et décide d'incorporer des éléments de crime et d'expériences liées aux drogues dures aux paroles de leurs morceaux. Il s'inspire aussi de l'image d'Alastair Crowley, Austin Osman Spare. Jouant principalement du garage punk, CPC Gangbangs incorpore des éléments de space rock et de thrash metal à sa musique. Avec cette formation, les CPC Gangbangs joue régulièrement sur scène à Montréal et plus tard à Toronto.
Leur premier album studio, Mutilation Nation, est publié en 2007 au label Swami Records. Le groupe tourne ensuite en soutien à l'album. Cette même année, le groupe sort un single, The Broken Glass.
Après le départ des membres clés et son arrestation aux États-Unis, Choyce déclare le groupe dissous en 2008. Certains membres forment un nouveau groupe appelé Red Mass, et continuent de s'inspirer de Crowley.

## Membres
- Paul « Lyle Sheraton » Spence - voix, guitare
- Roy « Choyce » Vucino - guitare, voix
- Danny « Colonel Lingus » Marks - batterie
- Tom « SKitsos » Kitsos - basse

## Discographie
- 2002 : When All Turns to Shit (sous le nom The Gangbangs)
- 2005 : Teenage Crimewave/ Blood on the Wall
- 2007 : Mutilation Nation